# Palaeophiidae
De Palaeophiidae zijn een familie van uitgestorven zeeslangen binnen de infraorde Alethinophidia.
Soorten binnen deze familie leefden van het Laat-Krijt tot het Laat-Eoceen, ongeveer 70,6 tot 33,9 miljoen jaar geleden. Tijdens het Eoceen werden ze soortenrijker.
Sommige soorten werden ruim zes meter lang. Fylogenetische analyse heeft voorgesteld dat ze verwant zijn aan de bestaande wrattenslangen (familie Acrochordidae), hoewel deze resultaten sindsdien zijn betwist en nieuwe analyse toont aan dat deze verwantschap slecht wordt ondersteund.

## Geslachten
- Archaeophis Massalongo 1859
- Palaeophis Owen 1841
- Pterosphenus Lucas 1898